# Yeovil
Yeovil (/ˈjoʊvəl/) è una città di 45 784 abitanti del Somerset, nel Regno Unito.
Yeovil è una città della contea del Somerset, in Inghilterra, parte del distretto del Somerset del sud, famosa per la presenza dello stabilimento di AgustaWestland. La città prende il nome dal fiume Yeo e sorge a 210 km da Londra, 64 km a sud di Bristol e 48 km da Taunton.
Ha resti paleolitici, era su una vecchia strada romana ed è stata registrata nel Domesday Book come la città di Givele o Ivle, e più tardi divenne un centro per la produzione di guanti. Durante il Medioevo la popolazione della città ha risentito della peste nera e numerosi gravi incendi. Nel XX secolo, si è sviluppata in un centro delle industrie aeronautiche e della difesa, che l'ha resa obiettivo sensibile nei bombardamenti della seconda guerra mondiale, con uno dei maggiori datori di lavoro essendo AgustaWestland che producono elicotteri. Inoltre, il Fleet Air Arm ha una stazione RNAS Yeovilton (HMS Heron), la base principale di Westland Lynx e Sea King elicotteri della Royal Navy, diversi chilometri a nord della città, ed è un importante datore di lavoro locale (Ministero della Difesa). Molte altre aziende manifatturiere e di vendita al dettaglio hanno basi in città. Nel XXI secolo Yeovil è divenuta la prima città in Gran Bretagna a istituire un sistema di scansione delle impronte digitali biometrico in locali notturni, e il primo consiglio inglese a vietare le Heelys in seguito all'estrema diffusione tra i bambini di questo tipo di calzature. I piani sono stati proposti per i vari progetti di rigenerazione della città.
Yeovil Country Park, che comprende Ninesprings, è uno dei numerosi spazi aperti della città. Ci sono una serie di servizi educativi, culturali e sportive. Siti religiosi sono la Chiesa di San Giovanni Battista del XIV secolo. È lungo le direttrici M30 e M37 e dispone di due stazioni ferroviarie sulle due linee ferroviarie distinte. Yeovil Pen Mill è sul Bristol a Weymouth linea servita da servizi di Impresa ferroviaria First Great Western, mentre Yeovil Junction è sul London Waterloo a Exeter linea servita da South West Trains. C'è anche un piccolo museo ferroviario.
Nella città ha sede la squadra di calcio dello Yeovil Town Football Club, militante in National League South.

## Amministrazione

### Gemellaggi
- Samarate